# Kimora Blac
Kimora Blac é o nome artístico de Von Nguyen, uma drag queen americana e personalidade de televisão, mais conhecida por competir na nona temporada da RuPaul's Drag Race. 

## Primeiros anos
Von Nguyen nasceu em 15 de dezembro de 1988 em Wichita, Kansas. Ela possui descendência vietnamita. Von Nguyen cresceu em Elk Grove, Califórnia, depois mudou-se para Las Vegas, Nevada, onde residia quando foi escalada para aparecer na RuPaul's Drag Race. Seu nome de drag vem de Kimora Lee Simmons e sua cor favorita é o preto (black), com o "k" removido para "acrescentar um charme".

## Carreira

### RuPaul's Drag Race

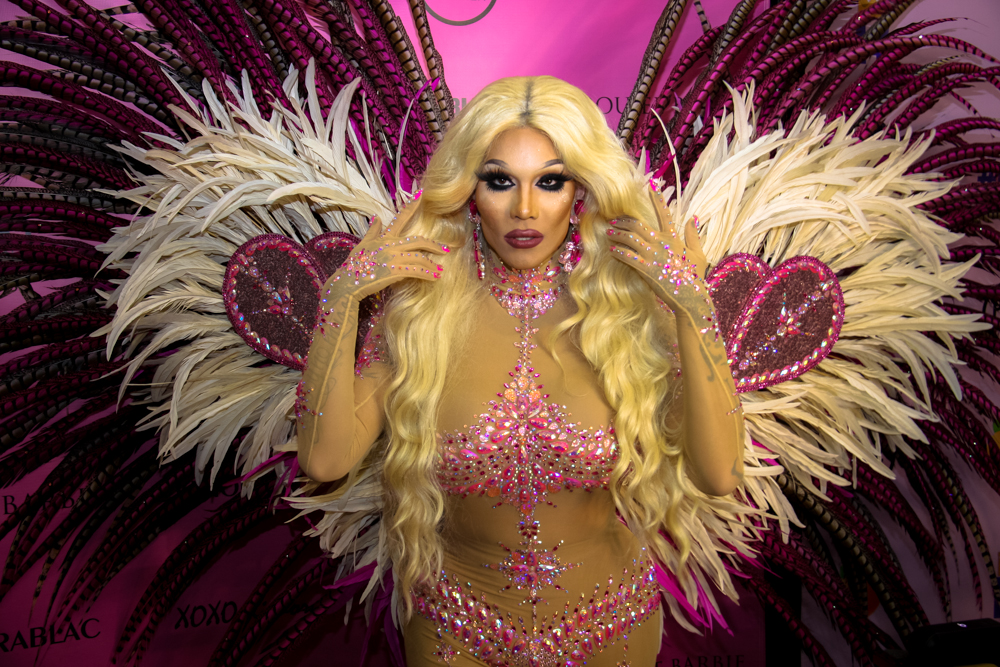
Kimora Blac em 2017

Ela começou a fazer drag amador quando tinha quinze anos com a concorrente Dragula Melissa Befierce. Ela começou a treinar profissionalmente aos dezoito anos. Ela fez o teste para o Drag Race três vezes.
Kimora Blac foi anunciada como uma das catorze participantes da nona temporada da RuPaul's Drag Race em 2 de fevereiro de 2017. Depois de ser salva no episódio um, ela foi colocada entre as duas primeiras no segundo episódio com Jaymes Mansfield e ganhou uma sincronização labial contra ela em "Love Shack", de The B-52's. Ela foi eliminada no terceiro episódio, após a sincronia labial de "Holding Out for a Hero", por Bonnie Tyler, contra Aja.
Ela apareceu como convidada para o primeiro desafio na estreia da 11.ª temporada de Drag Race.

### Outros trabalhos
Em setembro de 2017, Blac recriou a capa da revista Paper em setembro de 2014 com Kim Kardashian, que recebeu uma recepção positiva de Kardashian no Twitter.
Blac se tornou a apresentadora da websérie "Wait, What?", da WOWPresents, onde ela fazia perguntas triviais com categorias alternadas. Seus co-apresentadores do programa incluíram Mariah, Derrick Barry, Gia Gunn, Laganja Estranja, Ongina, Jaidynn Diore-Fierce e Jasmine Masters. O primeiro episódio foi disponibilizado no YouTube em 8 de outubro de 2018.
Ela apareceu como convidada para dois episódios do The Trixie & Katya Show em março de 2018. Ela apareceu em um episódio da série de televisão Botched, com Trinity Taylor, em dezembro de 2018. Blac se juntou a Eve em sua performance de Supermodel por RuPaul durante sua aparição no The Talk.

## Vida pessoal
Nguyen cita Erika Jayne e Paris Hilton junto com Simmons e Kardashian como inspirações para sua estética arrasadora.
A filha drag de Kimora é Amaya Blac.

## Filmografia

### Televisão
| Ano        | Título                       | Papel       | Notas                                                                                          |
| ---------- | ---------------------------- | ----------- | ---------------------------------------------------------------------------------------------- |
| 2017, 2019 | RuPaul's Drag Race           | Ela própria | Participante: Temporada 9 — 13.º Lugar; Convidada: Temporada 11 (Episódio "Whatcha Unpackin?") |
| 2017       | RuPaul's Drag Race: Untucked | Ela própria | Show complementar à Drag Race de RuPaul                                                        |
| 2018       | The Trixie & Katya Show      | Ela própria | Temporada 1 (Episódios "Money" e "Family")                                                     |
| 2018       | Botched                      | Ela própria | Temporada 5 (Episódio "Muscles, Tucks and Forehead Flaps")                                     |
| 2019       | The Talk                     | Ela própria | Convidada                                                                                      |

### Webséries
| Ano           | Título            | Função      | Notas                                                                            | Ref    |
| ------------- | ----------------- | ----------- | -------------------------------------------------------------------------------- | ------ |
| 2018, 2019    | The Pit Stop      | Ela própria | Convidada (Episódios "10.ª Temporada Episódio 10" e "11.ª Temporada Episódio 4") |        |
| 2018-presente | Wait, What?       | Ela própria | Co-apresentadora                                                                 |        |
| 2018          | Out of the Closet | Ela própria | Convidada, Episódio 5                                                            |        |
| 2019          | Iconic            | Ela própria | Convidada, Episódio 4                                                            | [ 21 ] |
| 2019          | ASMR Queens       | Ela própria | Convidada, Episódio 2                                                            |        |
| 2019          | Try Guys          | Ela própria | Episódio: "The Try Guys Lip Sync Battle Drag Queens"                             |        |
| 2019          | Cosmo Queens      | Ela própria | Episódio: "Kimora Blac"                                                          | [ 22 ] |

### Vídeos musicais
| Ano  | Título                       | Artista                 |
| ---- | ---------------------------- | ----------------------- |
| 2017 | "Too Funky"                  | Peppermint com Ari Gold |
| 2017 | "Expensive (Deluxe Version)" | Todrick Hall            |
| 2020 | "Ass Like Mine"              | Morgan McMichaels       |